# Eriosema bieense
Eriosema bieense är en ärtväxtart som beskrevs av Antonio Rocha da Torre. Eriosema bieense ingår i släktet Eriosema och familjen ärtväxter. Inga underarter finns listade i Catalogue of Life.